# Live on Two Legs
Live on Two Legs è il primo album live ufficiale dei Pearl Jam, uscito nel 1998 per la Epic Records.

## Formazione
- Eddie Vedder - voce, chitarra
- Jeff Ament - basso
- Stone Gossard - chitarra
- Mike McCready - chitarra
- Matt Cameron - batteria

## Tracce
1. Corduroy – 5:05
2. Given to Fly – 3:53
3. Hail, Hail – 3:43
4. Daughter[1] – 6:47
5. Elderly Woman Behind the Counter in a Small Town – 3:49
6. Untitled – 2:02
7. MFC – 2:28
8. Go – 2:41
9. Red Mosquito – 4:02
10. Even Flow – 5:17
11. Off He Goes – 5:42
12. Nothingman – 4:38
13. Do the Evolution – 3:45
14. Better Man – 4:06
15. Black – 6:55
16. Fuckin' Up - 6:17